# Armando Renzi
Armando Renzi (Roma, 22 luglio 1915 – Roma, 2 giugno 1985) è stato un compositore, pianista, direttore d'orchestra e direttore di coro italiano.

## Biografia
Armando Renzi fu un musicista e didatta del Novecento italiano.
Iniziò gli studi musicali con il nonno Remigio Renzi, organista in Vaticano, divenendo poi allievo della Schola Cantorum di San Salvatore in Lauro.
Studiò al conservatorio di Santa Cecilia e all'Accademia di S.Cecilia in Roma con i maestri Francesco Baiardi, Alessandro Bustini, Alfredo Casella, Alessandro Molinari, Ildebrando Pizzetti, Fernando Germani e Paolo Maria Ferretti.
Svolse attività concertistica in Italia
 sia come pianista che come compositore, documentata anche dalle Teche Rai,; scrisse inoltre colonne sonore per il cinema italiano.
Dal 1935 al 1942 fu organista della Casa Reale Italiana.
Vinse alcuni concorsi di composizione con lavori sinfonico corali e da camera, tra cui quello dell'Accademia Nazionale di Santa Cecilia con la cantata Vexilla Regis.
Costituì un Trio per pianoforte, violoncello e corno con Domenico Ceccarossi e Giuseppe Selmi.
Il 13 dicembre 1952 presso l'Accademia Chigiana di Siena eseguì il Concerto per due pianoforti e orchestra di Bohuslav Martinů insieme a Vera Gobbi Belcredi diretto da Herbert von Karajan (prima esecuzione italiana).
Nel 1961 fu nominato direttore della Cappella Giulia a S. Pietro in Vaticano; ebbe particolare amicizia con Papa Giovanni XXIII, per il quale suonò privatamente un concerto per pianoforte.
Come direttore realizzò diverse incisioni discografiche anche con le orchestre della Rai e del conservatorio di Santa Cecilia.
Dal 1965 insegnò armonia, contrappunto e composizione presso il Pontificio istituto di musica sacra.
Nel 1967 fondò, con Macarini Carmignani, il Conservatorio Alfredo Casella dell'Aquila, del quale fu vicedirettore e docente. Nel 1970 insegnò Alta Composizione al Conservatorio Niccolò Piccinni di Bari, diretto dall'amico Nino Rota e nel 1973-74 fu docente della stessa materia a S. Cecilia a Roma; divenne inoltre Accademico di Santa Cecilia. 
Gli furono conferite altre onorificenze tra cui la Commenda di S. Gregorio Magno.
Morì a Roma nel 1985.